# Dżawhar as-Sikilli
Dżawhar as-Sikilli, Dżawhar Sycylijczyk, arab. جوهر الصقلي, zwany również ar-Rumi – dosłownie Rzymianin (ur. ok. 928-930, zm. 992) – najważniejszy dowódca w historii dynastii Fatymidów. Przewodził podbojowi Afryki Północnej, a następnie Egiptu, założył miasto Kair i słynny Meczet Al-Azhar.

## Życiorys

### Pochodzenie i wczesna kariera
Dżawhar był zhellenizowanym mieszkańcem Sycylii, gdzie jego rodzina mieszkała od wieków. Według innej wersji pochodził z Dalmacji. Został wzięty do niewoli i w taki sposób trafił do Afryki Północnej. Ze względu na bystry umysł odesłano go kalifowi Isma'ilowi al-Mansurowi (946-953). Za panowania syna Isma'ila al-Mansura, kalifa Al-Mu'izza (953-975), został wyzwolony i objął stanowisko osobistego sekretarza kalifa. Wkrótce został wezyrem i głównodowodzącym armii Fatymidów. Pełniąc tę funkcję podjął na nowo ekspansję Fatymidów i wraz ze sprzymierzonymi Zirydami podbił północ obecnego Maroka z Fezem, dochodząc do wybrzeży Atlantyku. Umajjadzi ze stolicą w Kordowie zachowali na wybrzeżu północnoafrykańskim jedynie miasta Ceuta (arab. Sebta od łac. septem = siedem) i Tanger (arab. Tandża).

### Podbój Egiptu na rzecz Fatymidów
Zabezpieczywszy granice na zachodzie, Dżawhar as-Sikilli zwrócił się w stronę Egiptu i przejął ten kraj od dotychczasowych władców, dynastii Ichszydydów (939-969) po udanym oblężeniu Gizy. Podbój Egiptu ułatwiło Fatymidom zawarcie traktatu z wezyrem Ichszydydów, na mocy którego najeźdźcy wyznania ismailickiego gwarantowali wolność wyznania sunnitom, stanowiącym większość w Egipcie. W 972 Dżawhar objął rządy nad Egiptem jako jego "wicekról".

### Rozbudowa Kairu
W 969, bezpośrednio po podboju Al-Fustat, dotychczasowej stolicy Egiptu, przystąpił do budowy nowej stolicy dla Fatymidów nieopodal starej, której nadał nazwę "Al-Kahira" (arab. 'zwycięska' od planety Mars, którą Arabowie nazywają "Kahirat al-falak"). W 970 przystąpił do budowy meczetu Al-Azhar, do dziś jednej z najważniejszych uczelni muzułmańskich.

### Konflikt z karmatami
Fatymidom udało się jeszcze zająć Palestynę, ale Syrii już nie; w bitwie pod Damaszkiem odparli Fatymidów karmaci. Kiedy karmaci z kolei usiłowali podbić Egipt, Dżawhar zdołał ich pokonać w bitwie na północ od Kairu 22 grudnia 970. Wprawdzie i karmaci, i Fatymidzi wyznawali ismailicką odmianę szyizmu, zatem byli bliscy sobie ideologicznie, ale ci pierwsi narazili się całemu światu islamu zbezczeszczeniem sanktuarium mekkańskiego w 930 przez Abu Tahira al-Dżannabiego, również Fatymidom. Walki między Fatymidami i karmatami na pograniczu palestyńsko-syryjskim potrwały do 974. W celu zabezpieczenia granic na południu Egiptu, Fatymidzi wysłali delegację do panujących tam wówczas chrześcijańskich władców Nubii.

### Zmierzch kariery Dżawhara z Sycylii
W późniejszych latach Dżawhar popadł w niełaskę u kalifa Al-Mu'izza. Za jego następcy i syna, Al-Aziza (975-996), któremu pomógł dojść do władzy, wrócił do łask. Do 979 pełnił funkcję regenta, ale po kolejnej nieudanej kampanii przeciw Syrii, pokonany pod Damaszkiem, popadł w niełaskę. Zmarł 1 lutego 992.